# Conus gloriakiiensis
Conus gloriakiiensis is een in zee levende slakkensoort uit het geslacht Conus. De slak behoort tot de familie Conidae. Conus gloriakiiensis werd in 1961 beschreven door Kuroda & It. Net zoals alle soorten binnen het geslacht Conus zijn deze slakken roofzuchtig en giftig. Zij bezitten een harpoenachtige structuur waarmee ze hun prooi kunnen steken en verlammen.